# Bo-Göran Åstrand
Bo-Göran Åstrand, född 14 november 1964 i Purmo, är en finlandssvensk präst. 1 september 2019 tillträdde han som biskop för det svenska stiftet, Borgå stift, i Finland.

## Biografi
Bo-Göran Åstrand har en teologie magisterexamen från Åbo Akademi och prästvigdes 1991.
Åstrand har arbetat som präst i Jakobstads svenska församling, som församlingspastor 1991–1994, kaplan 1995–2007 och kyrkoherde 2007–2019. Han var invald som prästrepresentant i kyrkomötet, som är Evangelisk-lutherska kyrkans högsta beslutande organ, 2004–2007 och 2012–2019.
Åstrand var en av kandidaterna i biskopsvalen i Borgå stift år 2006 och år 2009. I båda valen placerades han på en tredje plats, år 2006 med en rösts marginal till andraplatsen. I biskopsvalet 2019 var han en av fyra kandidater. I andra valomgången ställdes han mot Sixten Ekstrand, som han besegrade med 309 röster mot 265. Han blev därmed vald till ny biskop efter Björn Vikström.
Åstrand tillträdde som biskop 1 september 2019 och biskopvigdes den på Mikaelidagen den 29 september samma år.

## Privatliv
Bo-Göran Åstrand är gift med diakonissan Karin Åstrand och tillsammans har de fyra barn. Åstrand är bosatt i Borgå.

## Publikationer
- Mitt i allt – medförfattare till konfirmandhandbok utgiven av Fontana Media. ISBN 951-550-640-9
- Mitt i allt: Ledarhandledning för konfirmandhandboken – medförfattare, utgiven av Fontana Media. ISBN 951-550-644-1
- Fruktkoden. Lösenord till det goda livet – medförfattare, utgiven av Fontana Media. ISBN 9789515506924